# Augen-Sirenen-Gruppe

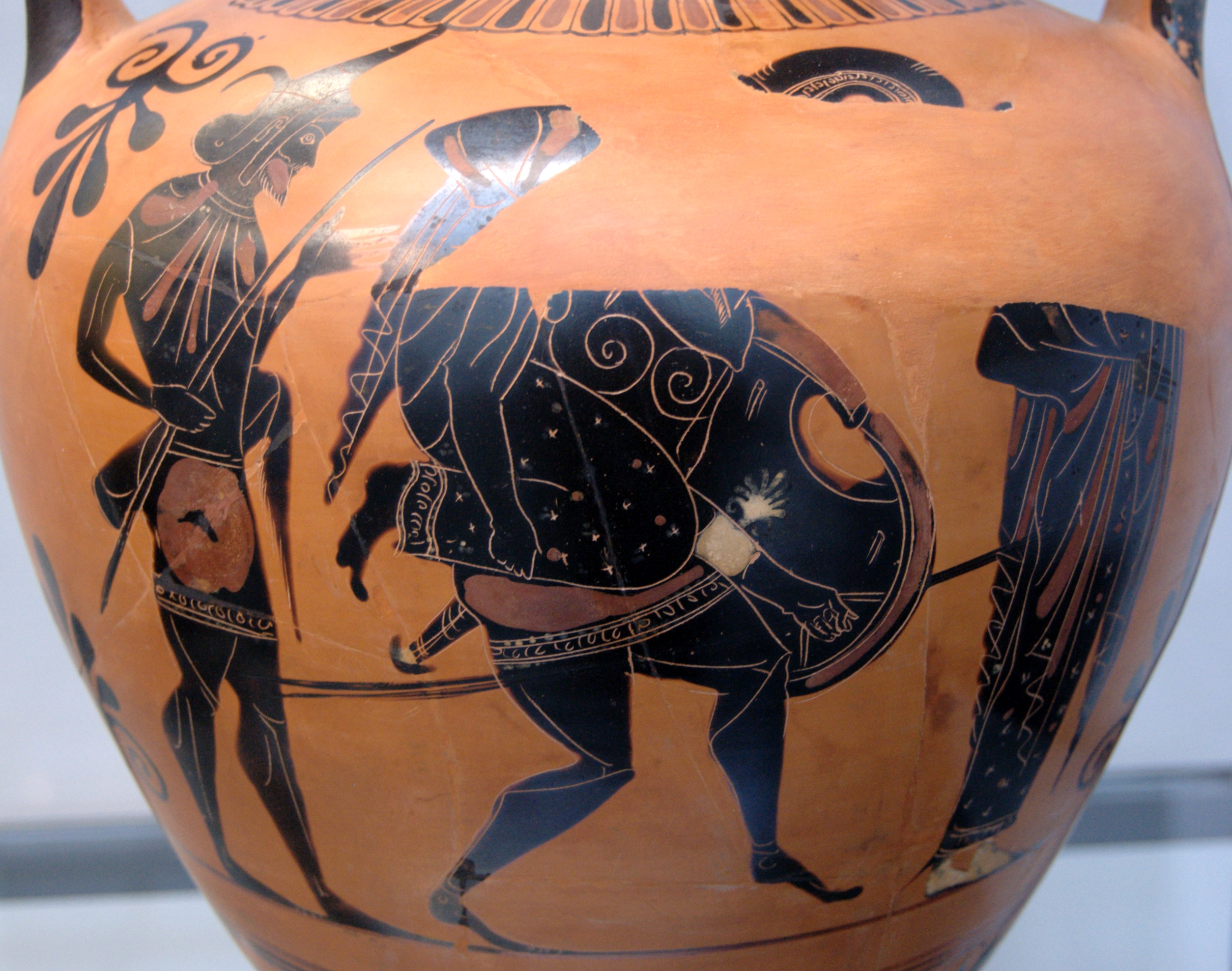
Flucht aus Troja: Aeneas trägt Anchises. A–Seite einer Halsamphora, um 510 v. Chr.; Staatliche Antikensammlungen, München (Inventarnummer 1496 (= J 91))

Die Augen-Sirenen-Gruppe ist eine mit einem Notnamen benannte Gruppe attisch-schwarzfiguriger Vasenmaler. Deren Werke werden in das letzte Viertel des 6. Jahrhunderts v. Chr. datiert.
Die Augen-Sirenen-Gruppe gehört zum Umkreis des Antimenes-Malers. Sie verziert ähnliche Vasenformen wie dieser, Amphoren und Hydrien. Die Gruppe ist ungleich weniger produktiv, aber erreicht in ihren besten Werken eine ähnlich hohe Qualität. Die namengebende Vase, eine Halsamphora, zeigt Peleus mit Thetis ringend, flankiert von zwei Augen, die Bestandteil zweier Sirenen sind. Das Motiv erinnert an eine Vase des Amasis-Malers. Gelegentlich zeigen die Maler der Gruppe auf ihren Halsamphoren zusätzliche Tierfriese, die den Verzierungen der Hydrien entliehen sind und an deren Predellen erinnern.